# Доведення до самогубства
Доведення до самогубства — доведення особи до самогубства або до замаху на самогубство, що є наслідком жорстокого з нею поводження, шантажу, систематичного приниження її людської гідності або систематичного протиправного примусу до дій, що суперечать її волі, схиляння до самогубства, а також інших дій, що сприяють вчиненню самогубства.

## Білорусь
У Кримінальному кодексі Білорусі доведення до самогубства (ст. 145 КК) протиставляється схилянню до самогубства (ст. 146). Доведення до самогубства характеризується здійсненням погроз застосування насильства або знищення чи пошкодження майна на адресу потерпілої особи, розголошенням наклепу чи іншої інформації, яку особа бажає зберегти в таємниці, жорстоким поводженням з потерпілим або систематичним приниженням його людської гідності, якщо ці дії мали наслідком самогубство потерпілої особи або замаху на нього, а схиляння визначається як збудження рішучості в іншої особи вчинити самогубство.
Доведення до самогубства є більш небезпечною формою кримінальної поведінки; при здійсненні доведення винна особа використовує більш жорсткі методи впливу на потерпілу особу, здійснюючи вплив на його волю. Законодавством не встановлені способи впливу при схилянні, однак збудження рішучості шляхом фізичного насильства кваліфікуватиметься як доведення. І схиляння, і доведення до самогубства малолітньої або психічно хворої особи, яка не усвідомлює власних дій, уважається вбивством. Однак здійснення допомоги, сприяння самогубству не карається.
Вина при доведенні до самогубства характеризується непрямим умислом, а склад злочину є матеріальним.
Доведення до самогубства карається арештом (за загальним правилом — від одного до трьох місяців), обмеженням волі до трьох років або позбавленням волі до трьох років. Доведення до самогубства особи, залежної від винного, двох або більше осіб, неповнолітнього або вчинене групою осіб — обмеження волі до п'яти років або позбавлення волі від одного до п'яти років.

## Україна і Росія
У цих країнах, на відміну від Білорусі, тривалий час була кримінальна відповідальність лише за доведення до самогубства, визначення якого було близьким до КК Білорусі. Однак з 2018 і 2017 років відповідно схиляння до самогубства також було криміналізовано. В Україні відповідальність встановлена за тією ж статтею, що й доведення (ст. 120) без уточнень (поряд з «іншими діями, що сприяють вчиненню самогубства»), а в Росії схиляння виділено в окрему статтю (ст. 110.1) і визначається такими діями як «умовляння, пропозиції, підкуп, обман або інші способи за відсутності ознак доведення до самогубства».